# Фликер, Таль
Таль Фликер (род. 28 мая 1992, Герцлия, Тель-Авивский округ) — израильский дзюдоист, призёр чемпионатов Европы и мира.

## Карьера
Родился 28 мая 1992 года в городе Герцлия. Выступает в полулёгкой весовой категории. В 2011—2016 годах поднимался на пьедестал чемпионатов Израиля: однажды был третьим (2011 год), дважды — вторым (2013 и 2017 годы) и четырежды был чемпионом Израиля (2011, 2012, 2014 и 2015 годы). Бронзовый призёр (2009) и победитель (2011) Кубка Европы среди юниоров. Бронзовый призёр Кубка Европы 2013 года среди взрослых. Многократный победитель и призёр престижных международных турниров. В 2017 году стал бронзовым призёром чемпионата мира, а на следующий год повторил этот успех на чемпионате Европы.
В ноябре 2020 года на чемпионате Европы в чешской столице, Таль смог завоевать серебряную медаль турнира. В финале он уступил спортсмену из Азербайджана Орхану Сафарову.